# Chris Mihm
Christopher Steven "Chris" Mihm (født 16. juli 1979 i Milwaukee, Wisconsin, USA) er en amerikansk basketballspiller, der spiller som center i NBA-klubben Los Angeles Lakers. Han kom til klubben i 2004 fra Boston Celtics, og har desuden tidligere spillet for Cleveland Cavaliers. Mihm kom ind i NBA i år 2000.